# ليزلي جيل
ليزلي جيل (بالإنجليزية: Lesley Gill)‏ هي عالمة الإنسان أمريكية، ولدت في 1922.